# Lophogobius
A Lophogobius a csontos halak (Osteichthyes) főosztályának a sugarasúszójú halak (Actinopterygii) osztályába, ezen belül a sügéralakúak (Perciformes) rendjébe, a gébfélék (Gobiidae) családjába és a Gobiinae alcsaládjába tartozó nem.

## Rendszerezés
A nembe az alábbi 3 faj tartozik:
- Lophogobius bleekeri Popta, 1921
- Lophogobius cristulatus Ginsburg, 1939
- Lophogobius cyprinoides (Pallas, 1770)